# Collegamenti interwiki

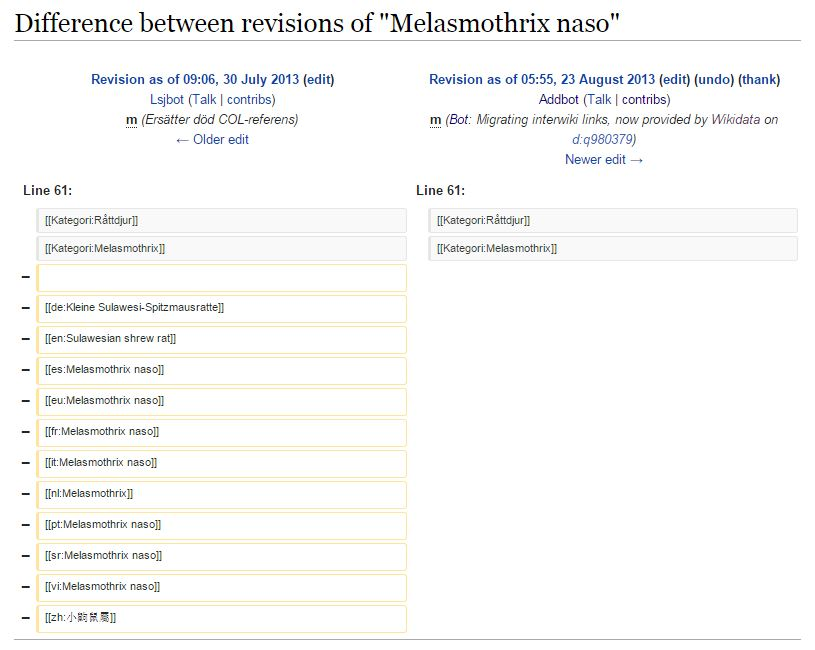
Screenshot che mostra la rimozione dei collegamenti interwiki

I collegamenti interwiki (W-link) sono uno strumento che permette di creare collegamenti alle diverse wiki presenti sul World Wide Web. 
Per generarli non è necessario inserire URL interi, come bisogna invece fare per linkare normali pagine web, ma si usa invece una abbreviazione simile ai link (wikilink) utilizzati per collegare pagine all'interno della stessa wiki.